# National Women's Political Caucus
National Women's Political Caucus (NWPC) eller bara the Caucus är en amerikansk kvinnoorganisation. NWPC grundades under andra vågens feminism 1971. Det var i samband med att kvinnorättsaktivister försökte införa Equal Rights Amendment. NWPC erbjuder utbildning och olika typer av assistans till kvinnor som vill engagera sig politiskt, så som att samla pengar och anställa volontärer till politiska kampanjer.